# Rubielos de Mora

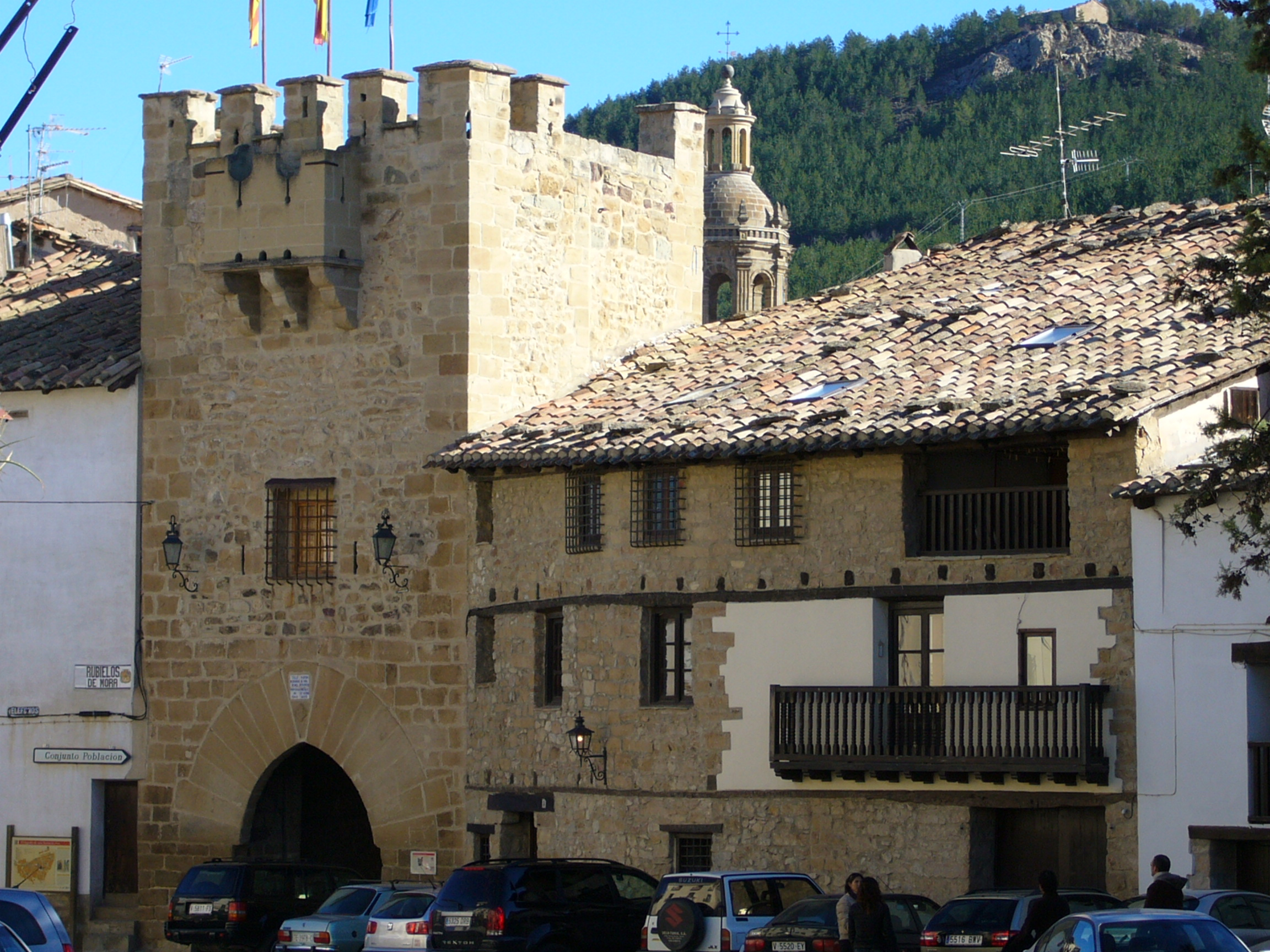
Rubielos de Mora

Rubielos de Mora is een gemeente in de Spaanse provincie Teruel in de regio Aragón met een oppervlakte van 63,72 km². Rubielos de Mora telt 658 inwoners (1 januari 2016).

## Geboren
- Luis Blanes Arques (17 mei 1929), componist, schrijver, filosoof, musicoloog en muziekpedagoog